# Bergwiesen um Schönheide und Stützengrün
Die Bergwiesen um Schönheide und Stützengrün sind ein nach der Richtlinie 92/43/EWG (Fauna-Flora-Habitat-Richtlinie) (kurz „FFH-Richtlinie“) ausgewiesenes Natura-2000-Gebiet in den Gemeinden Schönheide und Stützengrün im Westen des Erzgebirgskreises, das der Erhaltung mehrerer Lebensraumtypen nach der Richtlinie und Arten dient.

## Lage
Das Gebiet gehört nach der Definition der FFH-Richtlinie zur kontinentalen biogeographischen Region. Es liegt nach der Naturraumkarte von Sachsen in der Mesogeochore „Schönheider Hochflächen“ und gehört zur Mikrogeochore „Schönheider Kuppengebiet“. Dies gilt auch für die Stützengrüner Teilgebiete.
In Schönheide liegt südlich das Natura-2000-Gebiet „Oberes Zwickauer Muldetal“.

## Beschreibung
Das Gebiet hat in Sachsens Umweltverwaltung die Nummer 286 und die EU-Meldenummer 5441-303.
Nach der Beschreibung des Bundesamts für Naturschutz ist das Gebiet ein Komplex aus Grünlandbereichen mit Frisch-, Nass- und Bergwiesen sowie kleinflächigem Buchenmischwald, Moorwald und Zwischenmoor. Zehn Lebensraumtypen (LRT) aus dem FFH-Regelwerk der Europäischen Union werden vom Bundesamt genannt, darunter Berg-Mähwiesen (LRT 6520) mit 49,56 Hektar, Montane Fichtenwälder (LRT 9410) mit 17,74 Hektar, Flachland-Mähwiesen (LRT 6510) mit 3,91 Hektar, aber auch Silikatfelsen mit Felsspaltenvegetation (LRT 8220), Silikatfelsen mit Pionierrasen (LRT 8230) und Trockene Heiden (LRT 4030). Für die Bergwiesen sind Goldhaferwiese und Bärwurz–Rotschwingel-Wiese charakteristisch. Letztere ist in den sächsischen Mittelgebirgen die häufigste Pflanzengesellschaft.
Artenreiche Borstgrasrasen (LRT 6230) mit 0,63 Hektar und Birken-Moorwälder (LRT 91D1) mit 0,36 Hektar sind prioritäre Lebensräume. Im erstgenannten Lebensraumtyp kommen  hochgradig gefährdete Pflanzenarten vor wie Echte Arnika (Arnika montana), Geflecktes Knabenkraut (Dactylorhiza maculata) und Wald-Läusekraut (Pedicularis sylvatica). Das Vorhandensein dieser in Sachsen vorwiegend oder ausschließlich im Gebirgsland vorhandenen Arten führen dazu, dass dieser Lebensraumtyp von landesweiter Bedeutung ist. Nach der Artenzusammensetzung und Flächenausdehnung werden die Berg-Mähwiesen als regional bedeutsam eingeschätzt sowie wegen der Standortbedingungen und als torfmoosreiche Fichtenwälder die Montanen Fichtenwälder als hochwertig und überregional bedeutsam.
Das Land Sachsen beschreibt auf der Webseite Umwelt.Sachsen.de die Daten für dieses FFH-Gebiet. Grundschutzverordnung mit Anlage, vollständige Gebietsdaten, der Standarddatenbogen, eine Leseanleitung für den Standarddatenbogen und eine Kurzfassung des Managementplans können heruntergeladen werden.
Von zusammen 135,5 Hektar macht der Schönheider Anteil mit 93,2 Hektar 69 % aus, der Stützengrüner Flächenanteil beträgt 31 %.
Das Gebiet besteht aus sieben Teilflächen 1 „Heinzwinkel“, 2 „Stützengrün Süd“, 3 „Baumannsberg – Knock“, 4 „Stützengrün – Hübel“, 5 „Westlicher Stollmühlengrund“, 6 „Keilberg“ und 7 „Schädlichsberg“, von denen die Gebiete 1, 3, 6 und 7 zu Schönheide gehören.
Einen Teil des Gebietes nimmt das im Jahr 2013 ausgewiesene Naturschutzgebiet Moore südlich von Schönheide ein. Der etwas westlich liegende Schuchhübel (727,9 m ü. NHN) gehört nicht dazu. Südlich dieses Gebietes liegen zur Zwickauer Mulde hin Wälder mit den Bergen Großer und Keiner Keilberg und Hammerkogel. Die zum Tannenbach hin abfallende Teilfläche im Schönheider Ortsteil Heinzwinkel ist seit 1999 als Flächennaturdenkmal mit der Bezeichnung Flächennaturdenkmal Heinzwinkel ausgewiesen. Es umfasst den größten Teil der Teilfläche 1 „Heinzwinkel“.
In Stützengrün wird eine Teilfläche von einer Mutterkuhherde Schottischer Hochlandrinder beweidet. In Schönheide wird auf Teilen des Gebietes eine Mutterkuhherde gehalten, andere Teile werden zum Anbau von Futterpflanzen genutzt.

## Unterschutzstellung
Durch Verordnung der Landesdirektion Chemnitz vom 31. Januar 2011 wurde das Gebiet unter Schutz gestellt. Der Anhang zur Verordnung beschreibt den Schutzzweck
1. Erhaltung wertvoller Grünlandbereiche mit artenreichen Bergwiesen und Borstgrasrasen, aber auch Frisch- und Nasswiesen sowie Übergängen zu Zwischenmooren und Moorwäldern und einem angrenzenden kleinflächigen Buchenmischwald.
2. Bewahrung oder Wiederherstellung eines günstigen Erhaltungszustandes der im Gebiet vorkommenden natürlichen Lebensräume von gemeinschaftlichem Interesse gemäß Anhang I der FFH-RL, einschließlich der für einen günstigen Erhaltungszustand charakteristischen Artenausstattung sowie der mit ihnen räumlich und funktional verknüpften, regionaltypischen Lebensräume, die für die Erhaltung der ökologischen Funktionsfähigkeit der Lebensräume des Anhanges I der FFH-RL von Bedeutung sind.

## Erschließung
Ein Bergwiesenerlebnispfad, Bergwiesenfeste, Wanderungen und Exkursionen in Stützengrün werden vom Landschaftspflegeverband Westerzgebirge betreut. Vom Tal der Zwickauer Mulde führt die Forststraße „Hammergockel“ auf die Südspitze des Teilgebietes 6 „Keilberg“ zu. Sie ist nicht zu verwechseln mit dem Berg „Hammerkogel“.